# قرار مجلس الأمن التابع للأمم المتحدة رقم 1792
قرار مجلس الأمن التابع للأمم المتحدة رقم 1792، المتخذ بالإجماع في 19 ديسمبر 2007.

## القرار
بناء على تقييمه للتقدم حتى نحو تلبية شروط رفع العقوبات المفروضة على ليبريا، جدد مجلس الأمن حظر الأسلحة والسفر لسنة أخرى.
بموجب الفصل السابع من ميثاق الأمم المتحدة، مدد المجلس أيضا ولاية فريق الخبراء لرصد العقوبات حتى 20 حزيران / يونيو 2008 للقيام ببعثة متابعة إلى المنطقة للتحقيق في تنفيذ التدابير، وتقييم أثر وفعالية القرار 1532 (2004) المتعلق بأصول الرئيس الليبيري السابق تشارلز تيلور، لتقييم تنفيذ التشريعات الليبرية المتعلقة بالغابات، وتقييم امتثال ليبريا لنظام عملية كيمبرلي لإصدار الشهادات فيما يتعلق بالماس.
ولاحظ المجلس بقلق عدم إحراز تقدم في تنفيذ الفقرة 1 من القرار 1532 (2004) المتعلقة بأصول الرئيس الليبري السابق تشارلز تيلور وعائلته المباشرة وغيرهم من الحلفاء المقربين، ودعا حكومة ليبريا إلى مواصلة بذل كل ما في وسعها للوفاء بالتزاماتها.
وشجع المجلس حكومة ليبريا على دعوة عملية كيمبرلي لإجراء زيارة استعراضية في غضون عام من مشاركة ليبريا الكاملة في نظام عملية كيمبرلي لإصدار الشهادات وتنفيذها، وشجع عملية كيمبرلي على إبلاغ المجلس بتقييمها للتقدم المحرز.

## روابط خارجية
- نص القرار في undocs.org